# Sanma Akashiya
Sanma Akashiya  (明石家 さんま?, Akashiya Sanma), pseudonimo di Takafumi Sugimoto (杉本 高文?, Sugimoto Takafumi; Koza, 1º luglio 1955), è un comico, conduttore televisivo e attore giapponese.
Insieme a Takeshi Kitano e Tamori è considerato uno dei tre maggiori esponenti  (ビッグ3?, biggu surī) della comicità giapponese.

## Biografia
Nato Takafumi Sugimoto nella prefettura di Wakayama nel 1955, Sanma Akashiya ha iniziato la carriera nel mondo dello spettacolo sotto l'egida del rakugo-ka Matsunosuke Shofukutei, prima di intraprendere la carriera solista come comico con lo pseudonimo di Sanma Shofukutei. Nel 1981 ha condotto assieme a Takeshi Kitano il varietà televisivo Oretachi hyōkin zoku, il quale è andato in onda fino al 1989 sulla Fuji TV. Sanma Akashiya ha poi presentato negli anni successivi numerosi show televisivi tra i quali il talk show Sanma no nanma (in onda dal 1985 sulla Kansai TV), Koi no kara sawagi (andato in onda dal 1994 al 2011 sulla Nippon TV) e Sanma no super karakuri TV (andato in onda sulla TBS dal 1992 al 2014).
Noto per la sua caratteristica risata e la sua voce roca, è uno dei personaggi televisivi più popolari in Giappone, e viene riconosciuto come il comico che più di chiunque altro ha portato ad accostare il dialetto Kansai alla comicità giapponese.

## Vita Privata
Nel 1985 è scampato fortuitamente al disastro del volo Japan Airlines 123. Tre anni dopo ha sposato l'attrice Shinobu Ōtake, da cui ha avuto una figlia, la cantante e attrice Imalu, nata nel 1989N nel 1993 la coppia ha divorziato.

## Televisione
- Quiz Derby (TBS, 1976-1992)
- Waratteru baai desu yo! (笑ってる場合ですよ!?) (Fuji TV, 1980-1982)
- Take-chan no omowazu waratte shimaishita (タケちゃんの思わず笑ってしまいました?) (Fuji TV, 1983-1987)
- Oretachi hyōkin zoku (オレたちひょうきん族?) (Fuji TV, 1981-1989)
- Sanma no nanma (さんまのまんま?) (Kansai TV, dal 1985 - in corso)
- Appare Sanma dai-sensei (あっぱれさんま大先生?) (Fuji TV, 1988-1990)
- Tsūkai! Akashiya denshidai (痛快!明石家電視台?) (MBS, dal 1990 - in corso)
- Sanma no super karakuri TV (さんまのSUPERからくりTV?) (TBS, 1992-2014)
- Koi no kara sawagi (恋のから騒ぎ?) (NTV, 1994-2011)
- Odoru! Sanma goten!! (踊る!さんま御殿!!?) (NTV, dal 1997 - in corso)
- Akashiya manshon monogatari (明石家マンション物語?) (Fuji TV, 1999-2001)
- Appare!! Sanma dai-kyōju (あっぱれ!!さんま大教授?) (Fuji TV, 2004-2007)
- Akashiya-san channeru (明石家さんちゃんねる?) (TBS, 2006-2008)
- Honmadekka!? TV (ホンマでっか!?TV?) (Fuji TV, 2009-2010)

## Filmografia parziale

### Cinema

#### Attore
- Karajishi kabushiki-gaisha (唐獅子株式会社?), regia di Chūsei Sone (1983)
- Pants no ana - Kahei hata de input (パンツの穴 花柄畑でインプット?, Pantsu no ana - Kahei hata de inputto), regia di Masahiro Kakefuda (1985)
- Hissatsu! Buraun-kan no kaibutsu-tachi (必殺! ブラウン館の怪物たち?), regia di Joe Hirose (1985) - Sōji Okita
- 19 - Nineteen (19 ナインティーン?, 19 - Naintīn), regia di Kenshō Yamashita (1987)
- Golf yoake mae (ゴルフ夜明け前?, Gorufu yoake mae), regia di Shōgo Tomiyama (1987)
- Iko ka modoro ka (いこかもどろか?), regia di Jirō Shōno (1988)
- Docchi mo docchi (どっちもどっち?), regia di Keiko Take e Yoshishige Shimatani (1990)
- Funky Monkey Teacher (ファンキー・モンキー・ティーチャー?, Fankī monkī tīchā), regia di Hiroyoshi Tezeni (1991)
- Tora rete tamaru ka!? (とられてたまるか!??), regia di Sadaaki Haginiwa (1994)
- Mamushi no kyōdai (まむしの兄弟?), regia di Kōji Shundō e Kōji Takada (1997)
- Minna no ie (みんなのいえ?), regia di Kōki Mitani (2001)

#### Produttore
- La fortuna di Nikuko (漁港の肉子ちゃん), regia di Ayumu Watanabe (2021)

### Serie televisive
- Yurushimasen! (ゆるしません!?), episodi 1-2 (Kansai TV, 1980)
- Tennō no ryōriban (天皇の料理番?) (TBS, 1980-1981)
- Himawari no uta (ひまわりの歌?), episodio 15 (TBS, 1981-1982)
- Hadaka no taishō hōrō-ki (裸の大将放浪記?) (Kansai TV, 1981)
- Shin onna sōsa-kan (新・女捜査官?) (ABC, 1983)
- Nonki-kun (のんき君?) (Fuji TV, 1983-1984)
- Kaze no naka no aitsu (風の中のあいつ?) (NTV, 1984)
- Kokoro wa lonely kimochi wa "..." (心はロンリー気持ちは「…」?, Kokoro wa ronrī kimochi wa "...") (Fuji TV, 1984-2003)
- Miotsukushi (澪つくし?) (NHK, 1985)
- Ki ni naru aitsu (気になるあいつ?) (NTV, 1985)
- Harukaze ichiban! (春風一番!?) (NTV, 1986)
- Danjo 7-nin natsu monogatari (男女7人夏物語?) (TBS, 1986)
- Danjo 7-nin aki monogatari (男女7人秋物語?) (TBS, 1987)
- Announcer puttsun monogatari (アナウンサーぷっつん物語?, Anaunsā puttsun monogatari) (Fuji TV, 1987)
- Kaze yo, Suzuka e (風よ、鈴鹿へ?) (TBS, 1988)
- Akashiya Sanma satsujin jiken (明石家さんま殺人事件?) (Fuji TV, 1989)
- Yo ni mo kimyōna monogatari (世にも奇妙な物語?) (Fuji TV, 1991-1992)
- Zutto anata ga sukidatta (ずっとあなたが好きだった?), episodio 5 (TBS, 1992)
- Gokudō ochikobore (極道落ちこぼれ?) (TBS, 1993-1994)
- Koi mo 2-domenara (恋も2度目なら?) (NTV, 1995)
- Furuhata Ninzaburō (古畑任三郎?) (Fuji TV, 1996)
- Sono ki ni naru made (その気になるまで?) (TBS, 1996)
- Koi no vacance (恋のバカンス?, Koi no bakansu) (NTV, 1997)
- Glass no kutsu (ガラスの靴?, Garasu no kutsu) (NTV, 1997)
- Sekai de ichiban papa ga suki (世界で一番パパが好き?) (Fuji TV, 1998)
- Genroku ryōnan (元禄繚乱?), episodio 13 (NHK, 1999)
- Amai seikatsu. (甘い生活。?) (NTV, 1999)
- Sora kara furu ichi oku no hoshi (空から降る一億の星?) (Fuji TV, 2002)
- Itsumo futari de (いつもふたりで?) (Fuji TV, 2003)
- Satōkibi batake no uta (さとうきび畑の唄?) (TBS, 2003)
- The Wave! (Fuji TV, 2005)
- Wada Akiko satsujin jiken (和田アキ子殺人事件?) (TBS, 2007)
- Hatachi no koi bito (ハタチの恋人?) (TBS, 2007)
- Jigoku sensei Nūbē (地獄先生ぬ〜べ〜?) (NTV, 2014)